# Charley Parkhurst
 (janvier 2015).
Si vous disposez d'ouvrages ou d'articles de référence ou si vous connaissez des sites web de qualité traitant du thème abordé ici, merci de compléter l'article en donnant les références utiles à sa vérifiabilité et en les liant à la section « Notes et références ».
Pour les articles homonymes, voir Parkhurst.
Charley Darkey Parkhurst, né Charlotte Darkey Parhurst (1812-1879), aussi connu sous le nom de Charley (prononcé Charlie) le Borgne ou Charley aux Six Chevaux, est un conducteur de diligence américain, fermier et rancher en Californie.

## Biographie
Né et élevé comme une fille en Nouvelle-Angleterre, en grande partie dans un orphelinat, Parkhurst s'enfuit étant jeune, prit le nom de Charley et se mit à vivre comme un homme.
Il commença à travailler comme palefrenier et apprit à diriger les chevaux, pour pouvoir conduire des voitures tirées par plusieurs chevaux, jusqu'à six. Il travailla dans le Massachusetts et Rhode Island, puis en Géorgie avec un associé. Il a aussi été fermier. Il retrouve sa sœur Maria Parkhurst, enlevée très jeune à  l'orphelinat, dans la ferme de Charlotte ou Charley en 1870.
Une trentaine d'années plus tard, Parkhurst prit le bateau pour la Californie, attiré par la ruée vers l'or en 1849. C'est là qu'il devint un conducteur de diligence. En 1868, il a peut-être été la première personne née femme à voter aux élections présidentielles Ulysse Grant .
Ce n'est qu'à sa mort en 1879 que l'on se rendit compte que Charley Darkey Parkhurst était une femme.

## Dans la fiction
- (en) Riding Freedom, 1998 roman de Pam Muñoz Ryan, illustré par Brian Selznick, portant sur la vie romancée de Charley Parkhurst.
- (fr)J aime lire max Charlie l' intrepide 2019 Bayard histoire de Eric Chevreau,illustrée par Gaspard Sumeire